# Шуська міська адміністрація
Шу́ська міська адміністрація (каз. Шу қаласы әкімдігі, рос. Шуская городская администрация) — адміністративна одиниця у складі Шуського району Жамбильської області Казахстану. Адміністративний центр — місто Шу.
Населення — 44814 осіб (2021; 36531 у 2009, 34999 у 1999, 37395 у 1989).
Станом на 1989 рік існувала Чуйська міська рада обласного підпорядкування (місто Чу). 1997 року до складу Шуської міської адміністрації були приєднані ліквідовані Алгинський сільський округ, Жайсанська міська адміністрація, Бірліцька селищна адміністрація. 2001 року був відновлений Алгинський сільський округ (разом із селом Жайсан), 2002 року — Бірліцька селищна адміністрація.